# ヨハン・ペーター・クラフト
ヨハン・ペーター・クラフト（Johann Peter Krafft,1780年9月15日 - 1856年10月28日）はドイツ生まれのオーストリアの画家である。風俗画や歴史画を描いた。

## 略歴
ヘッセンのハーナウでアルザス地方出身の画家の息子に生まれた。弟のヨーゼフ(Joseph Krafft:1786-1828) も画家になった。
10歳からハーナウの絵画学校で学んだ後、1799年にウィーンに移り、ウィーン美術アカデミーで、ハインリヒ・フリードリヒ・フューガーに学んだ。1802年に、肖像画家のファイト・シュノル・フォン・カロルスフェルト(Veit Hanns Schnorr von Carolsfeld:1764-1841)とパリに旅し、パリで修業し、新古典主義の画家、ジャック＝ルイ・ダヴィッドやフランソワ・ジェラールから強い影響を受けた。
1805年にウィーンに戻り肖像画家として活動し、1808年と1809年はイタリアで修業した。1813年にウィーン美術アカデミーの会員になり、1815年にハーナウの絵画学校の教授となった。1823年にウィーン美術アカデミーの歴史画の准教授になった。
1828年に帝国絵画館(kaiserlichen Gemäldegalerie:後のオーストリア・ギャラリー)の館長と、ベルヴェデーレ宮殿の宮廷主任に任じられ、ベルヴェデーレ宮殿に家族と住んだ。1835年アカデミーの理事となった。帝国絵画館の収蔵品となる絵画を購入するためや、美術品修復の専門家としてヨーロッパ各地をで活動した。1835年にミュンヘンやドレスデン、1837年にヴェネツィア、1838年にベルリン、プラハや、神聖ローマ皇帝の宝物がかつて保管されていたカルルシュテイン城を訪れた。ベルヴェデーレ宮殿の美術収蔵室を刷新し、庭園を整備した。
子供のマリー・クラフト(Marie Krafft:1812-1885)とユリイ・クラフト(Julie Krafft:1821-1903)は画家になり、アルブレヒト・クラフト(Albrecht Krafft:1816-1847) は東洋学者として働いた。

## 作品

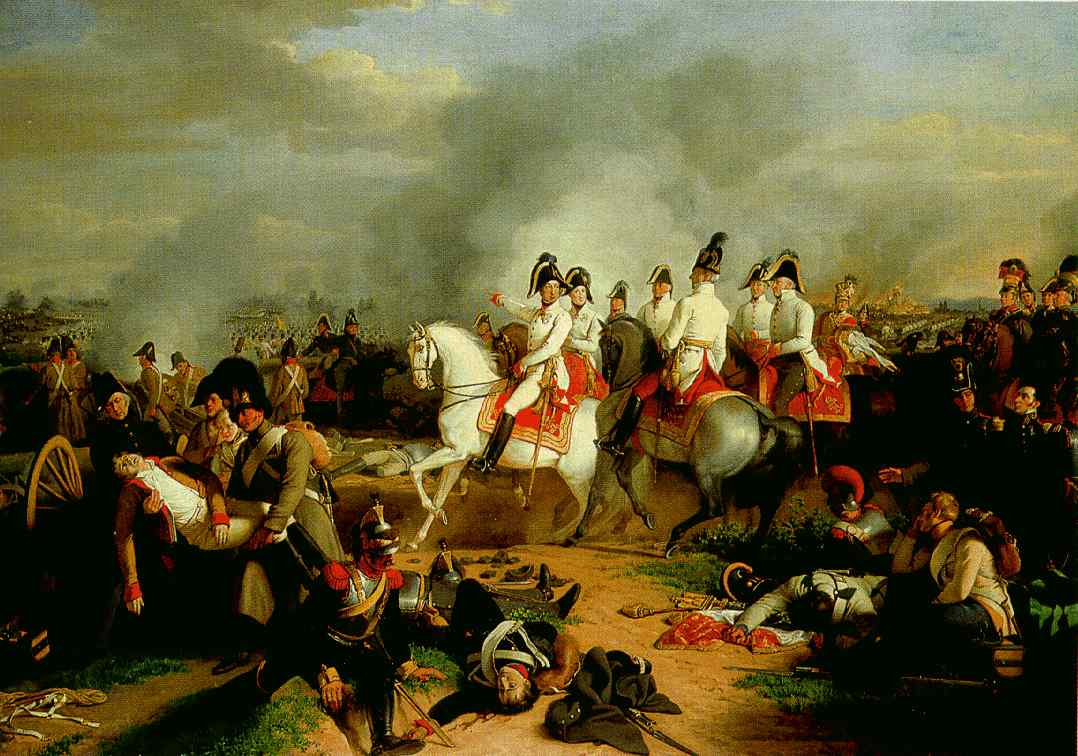
アスペルン・エスリンクの戦い
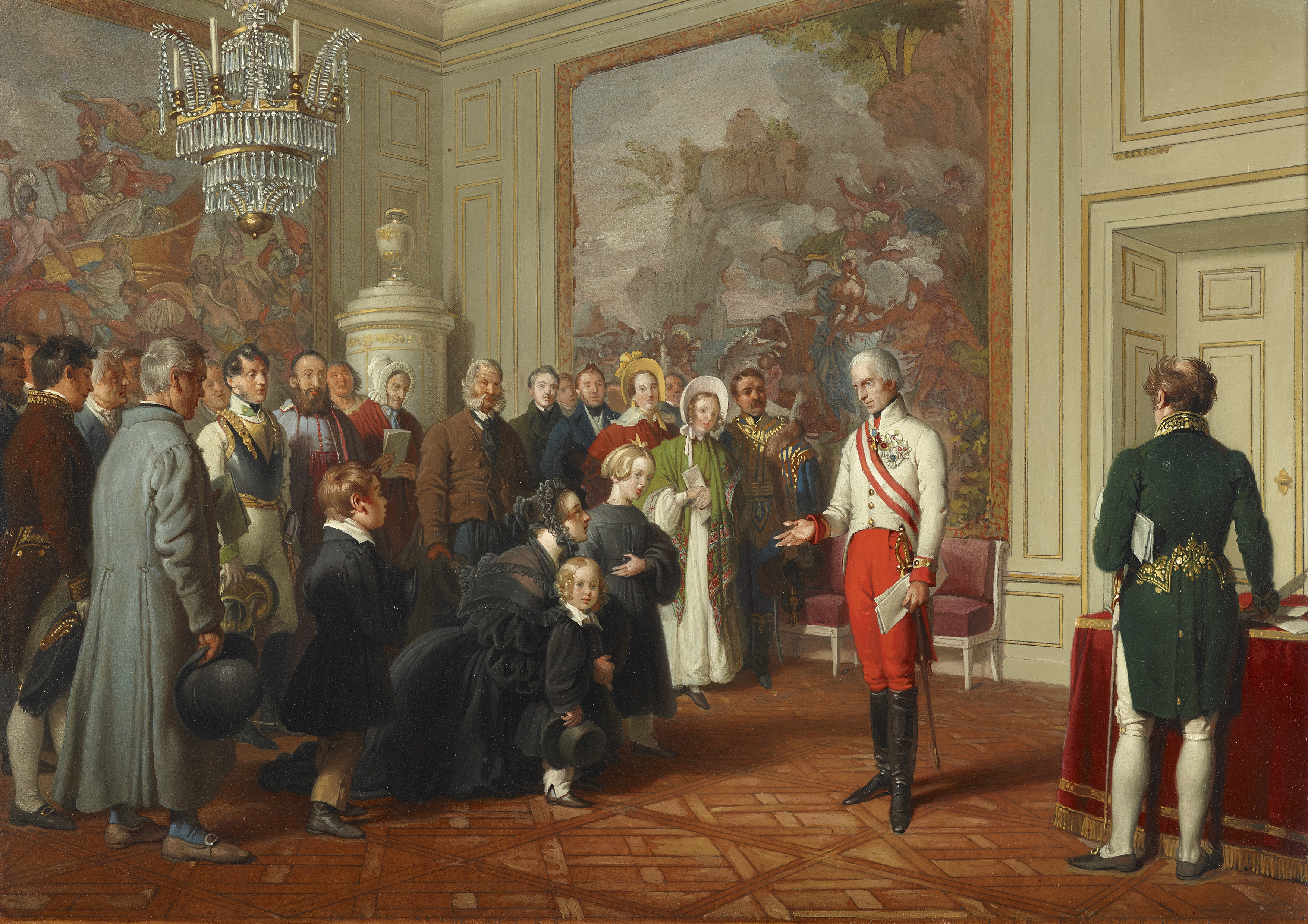
民衆を謁見するフランツ1世
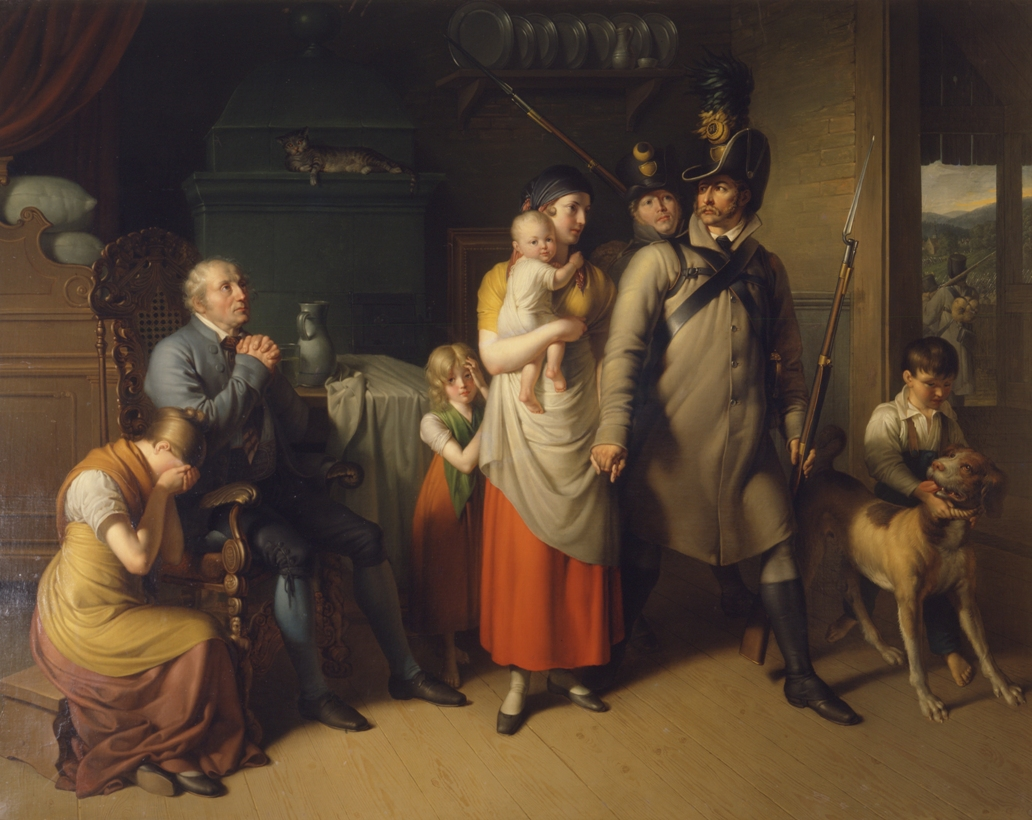
出征する軍人

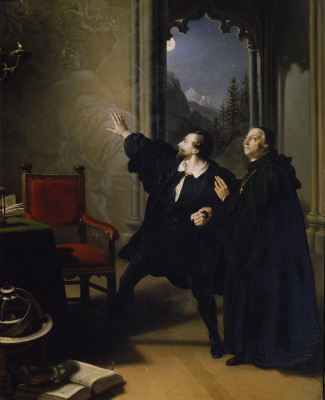
マンフレッドの死
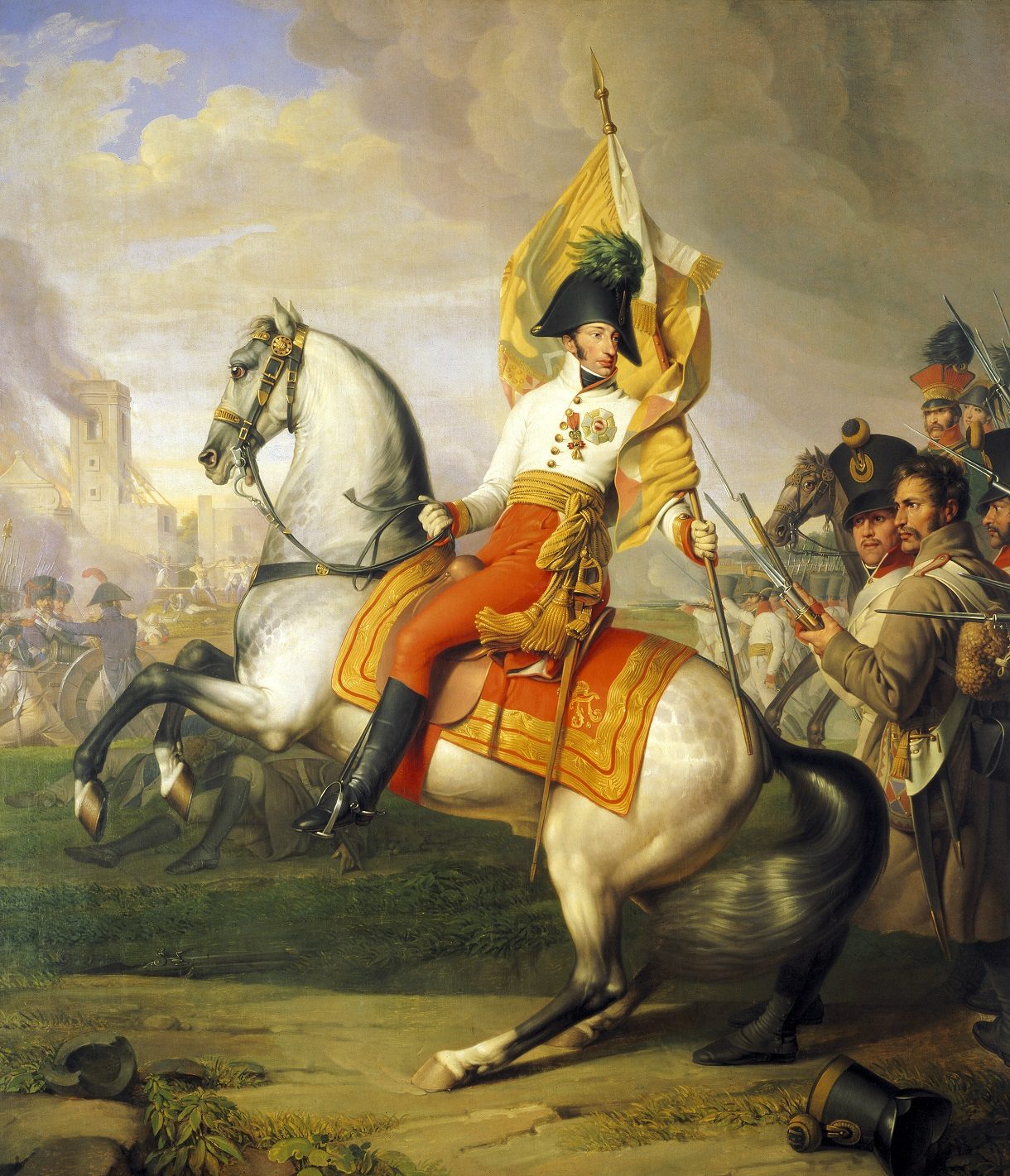
カール大公
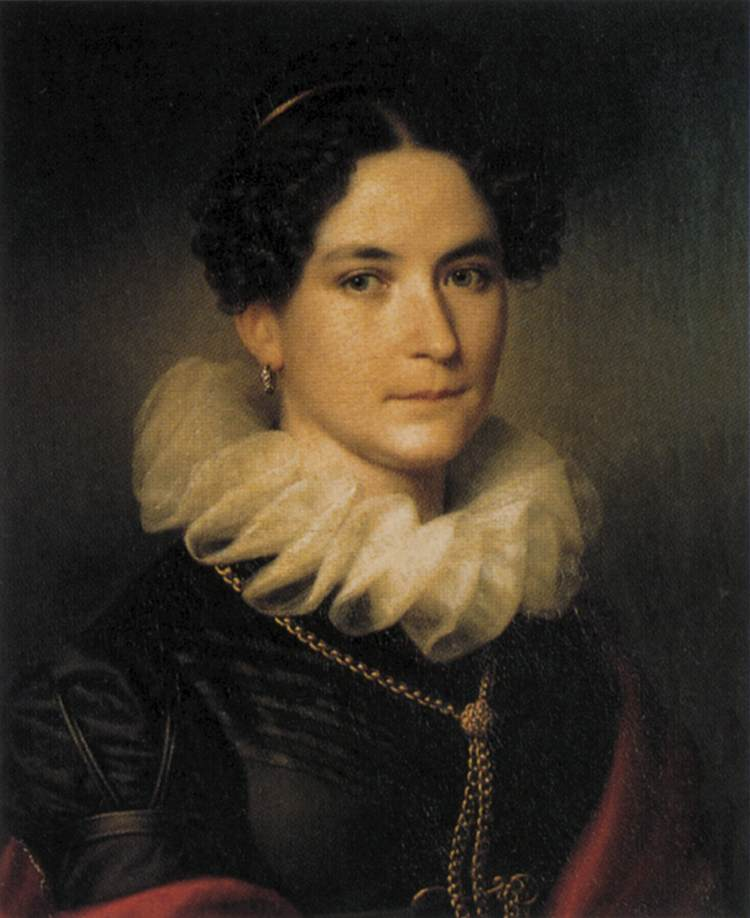
Maria Angelica Richter von Binnentha
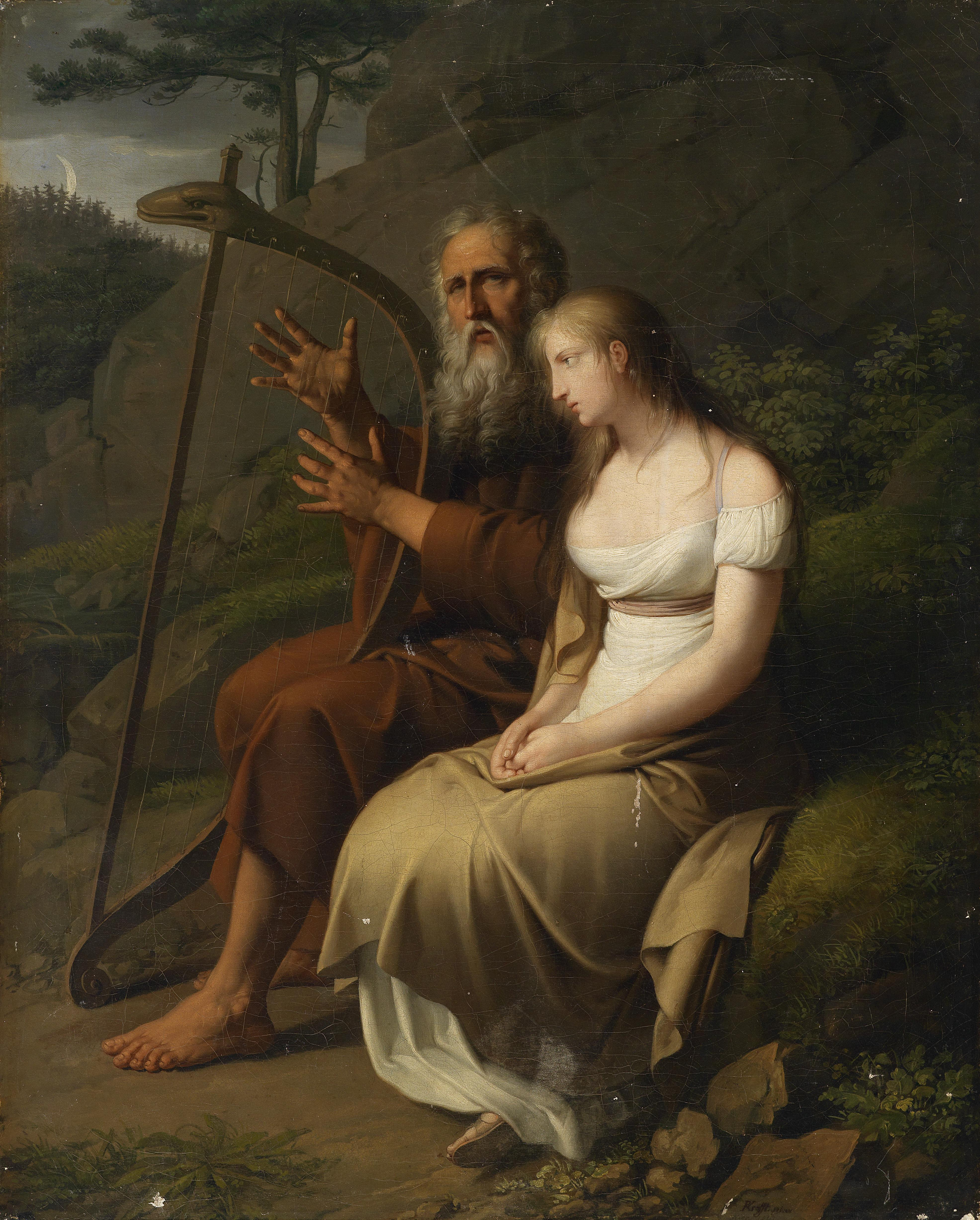
オシアンとマルヴィーナ